# Europese kampioenschappen beachvolleybal 2017
De Europese kampioenschappen beachvolleybal 2017 werden van 16 tot en met 20 augustus gehouden in de Letse badplaats Jūrmala. De wedstrijden werden gespeeld in een stadion dat plaats bood aan 2.800 toeschouwers op het strand van Majori.

## Opzet
Aan de kampioenschappen deden zowel bij de mannen als de vrouwen 32 tweetallen mee, dus 64 teams en 128 spelers in totaal. De 32 teams per toernooi waren in acht poules van vier verdeeld, waarvan de groepswinnaars direct naar de achtste finales gingen. De nummers twee en drie speelden in een tussenronde. Vanaf de tussenronde werd via een knock-outsysteem gespeeld. Het prijzengeld per toernooi bedroeg € 100.000.

## Medailles

### Medaillewinnaars
| Onderdeel | Goud | Goud                        | Zilver | Zilver                              | Brons | Brons                             |
| --------- | ---- | --------------------------- | ------ | ----------------------------------- | ----- | --------------------------------- |
| mannen    | ITA  | Paolo Nicolai Daniele Lupo  | LAT    | Aleksandrs Samoilovs Jānis Šmēdiņš  | NED   | Alexander Brouwer Robert Meeuwsen |
| vrouwen   | GER  | Nadja Glenzke Julia Großner | CZE    | Kristýna Kolocová Michala Kvapilová | GER   | Chantal Laboureur Julia Sude      |

### Medaillespiegel
| Rang   | Land      | Goud | Zilver | Brons | Totaal |
| 1      | Duitsland | 1    | 0      | 1     | 2      |
| 2      | Italië    | 1    | 0      | 0     | 1      |
| 3      | Letland   | 0    | 1      | 0     | 1      |
| 3      | Tsjechië  | 0    | 1      | 0     | 1      |
| 5      | Nederland | 0    | 0      | 1     | 1      |
| Totaal | Totaal    | 2    | 2      | 2     | 6      |